# مطار القاهرة الدولي
مطار القاهرة الدولي (إياتا: CAI، إيكاو: HECA) هو مطار دولي يبعد عن وسط مدينة القاهرة عاصمة مصر حوالي 22 كيلومتراً في الاتجاه الشمالي الشرقي، تبلغ مساحة أرض المطار حوالي 37 كم2، ويعتبر البوابة الجوية لمصر ولقارة أفريقيا، ويعد المطار أكبر مطار في القارة من حيث الازدحام وكثافة المسافرين، إذ خدم المطار سنة 2023 حوالي 26,214,633 راكبًا وأكثر من 112,014 رحلة جوية في عام 2021. ويستخدم المطار أكثر من 60 شركة طيران من مختلف دول العالم، وتسع شركات للشحن الجوي، هذا بالإضافة لرحلات الطيران العارض. يشغل المطار شركة ميناء القاهرة الجوي واختار المجلس الدولي للمطارات مطار القاهرة كأفضل مطارات أفريقيا لعام 2023 حسب التعافي وحركة الطيران الدولية.
تزداد أهمية مطار القاهرة الدولي خاصة بعد انضمام شركة مصر للطيران إلى تحالف ستار وتحويل مطار القاهرة إلى مطار محوري يربط بين أفريقيا والشرق الأوسط وأوروبا، وذلك لتجميع ركاب الترانزيت والانطلاق بهم إلى جميع مطارات العالم. يضم المطار ثلاثة مبانٍ للركاب مبنى رقم (1) ومبنى رقم (2) ومبنى رقم (3)، ومقر ومركز عمليات الشركة القابضة لمصر للطيران والشركات التابعة لها، ومقر وزارة الطيران المدني المصرية، ومقر الشركة المصرية القابضة للمطارات والملاحة الجوية والشركات التابعة لها.
يضم المطار ثلاثة مدارج لإقلاع وهبوط الطائرات، المدرج الأول وهو 05L/23R ويبلغ طوله 3,300 متر وعرضه 60 متراً، ويقع في الاتجاه الشمالي للمطار، أما المدرج الثاني فهو 05C/23C ويبلغ طوله 4000 متر وعرضه 60 متراً كذلك، ويقع في الاتجاه الجنوبي للمطار، أما المدرج الثالث بالمطار 05R/23L فيبلغ طوله 4,000 متراً وعرضه 65 متراً.

## نبذة تاريخية

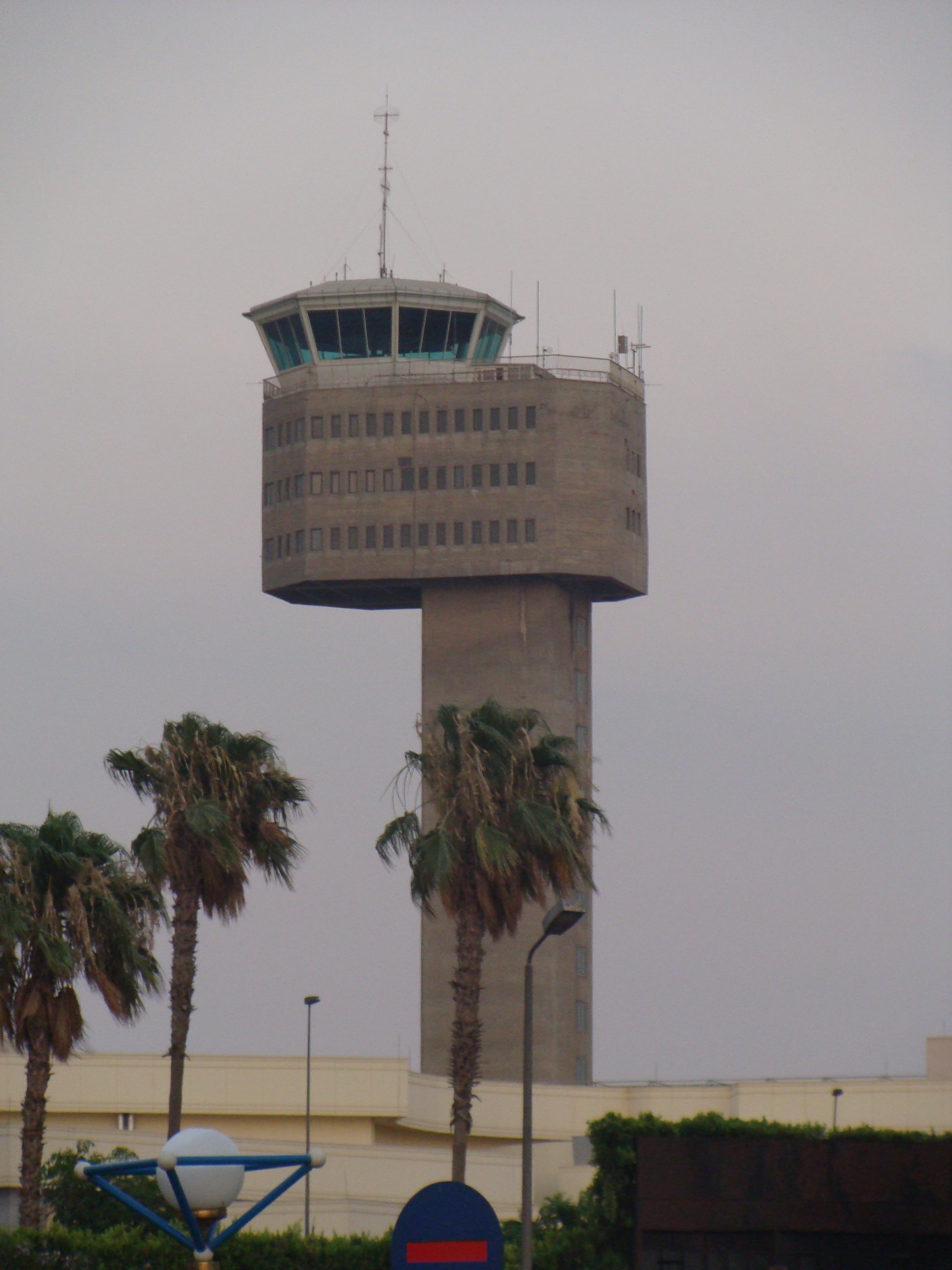
برج مراقبة حركة الطيران في مطار القاهرة الدولي

يرجع تاريخ إنشاء المطار إلى عام 1942 وذلك عندما شيدت القوات الجوية الأمريكية بالتعاون مع الجيش البريطاني مطاراً عسكرياً على بعد 5 كيلو متر شمال مطار ألماظة وذلك لخدمة قوات التحالف المشاركة في الحرب العالمية الثانية، وسمي المطار باسم «مطار باين فيلد» نسبة إلى اسم الجندي الطيار الأمريكي «جون باين» الذي كان أول طيار أمريكي قتل في معارك الحرب العالمية الثانية، وكان المطار كبيرًا جداً إذا ما قورن بالمقاييس التي كانت سائدة في المطارات في ذلك الوقت إذ أنه كان يضم مدرجين للطائرات، وبرج للمراقبة الجوية وأربعة حظائر للطائرات، والعديد من المباني. انتقلت المطار وكافة المطارات المصرية التي كانت تحت الإدارة البريطانية ومنشآت الطيران ومسؤولياته إلى الجانب المصري بعد انتهاء الحرب العالمية الثانية في 1945.
سمي المطار بمطار فاروق الأول بعد تسليمه للسلطات المصرية، بدأت المصلحة الجديدة في تجهيز مطار مدني دولي يستوعب أكبر عدد من الحركة فتم توسعة صالتي السفر والوصول لاستيعاب حركة الركاب القادمة والمغادرة للأراضي المصرية، فيما خصص مطار ألماظة للرحلات الداخلية. بلغ عدد الركاب المسافرين خلال المطار في عام 1946 ما يقارب 200 ألف راكب، وبعد قيام ثورة يوليو تم تغيير اسم المطار من «مطار فاروق الأول» إلى «ميناء القاهرة الجوي». أجريت بعض الدراسات في عام 1955 لبناء مبنى جديد للركاب بدلاً من المبنى القديم، وذلك لمواكبة حركة السفر المتزايدة، واختير موقع المبنى الجديد بين المدرجين الرئيسيين، وبدأت أعمال البناء عام 1957 وقد افتتح المبنى الرئيس جمال عبد الناصر رسميًا في 18 مارس 1963.
أدت زيادة حركة السفر من خلال مطار القاهرة ووصوله إلى أقصى قدرة استيعابية إلى التفكير في توسعة المطار وإنشاء صالات جديدة بمبنى (1) وإنشاء مبنى جديد للركاب، أنشئ بين عامي 1977 و1979 إنشاء صالتي سفر ووصول رقم (2) بمبنى الركاب الأساسي ومدرج ثالث جديد للطائرات، أنشت صالة الركاب رقم 3 في عام 1980، افتتح مبنى الركاب رقم (2) في عام 1986 والذي يقع في الاتجاه الجنوبي من مبنى (1)، وبلغت القدرة الاستيعابية للمبنى الجديد حوالي 3 مليون مسافر سنوياً.
أتبع ذلك عمليات توسعة وتطوير لصالات الركاب مما زاد من القدرة الاستيعابية للمطار إلى 11 مليون راكب سنوياً. بدأ العمل على إنشاء مبنى الركاب رقم (3) بجوار مبنى الركاب رقم (2) في عام 2005، وذلك لوصول المطار إلى أقصى قدرته التشغيلية، وتبلغ القدرة الاستيعابية للمبنى الجديد 11 مليون مسافر سنوياً، وافتتح الرئيس السابق حسني مبارك المبنى رسميًا في 18 ديسمبر 2008، وتم تشغيله فعلياً في 2010، وبذلك تصل القدرة الاستيعابية لمطار القاهرة الدولي عام 2010 إلى 23 مليون مسافر سنوياً. افتتح في عام 2013 الجراج متعدد الطوابق والقطار الألي بين المحطات.

## مباني الركاب

### مبنى الركاب رقم (1)

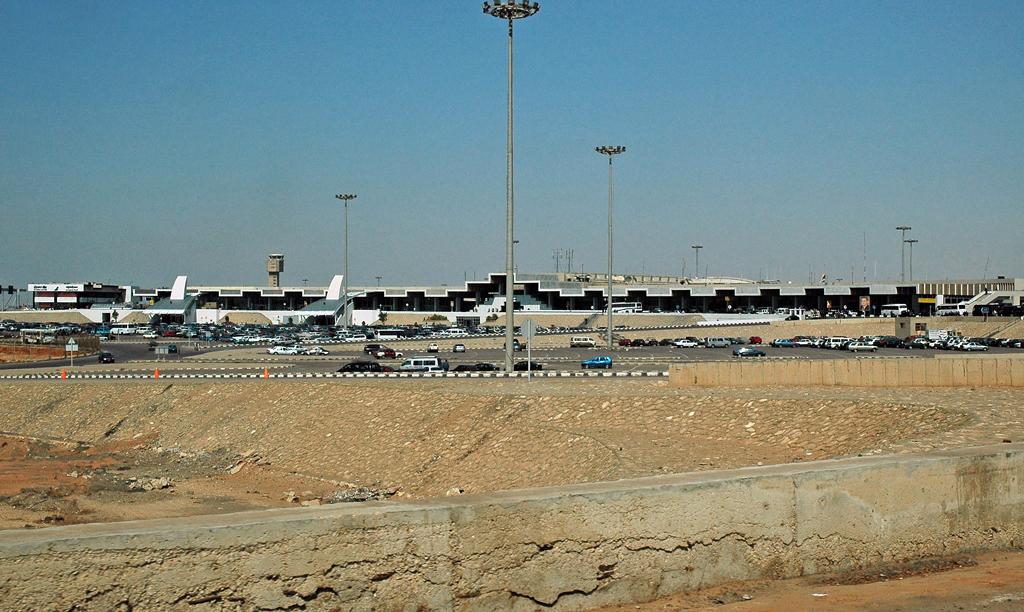
مبنى الركاب رقم 2

يرجع تاريخ إنشاء مبنى إلى عام 1963 وهو أقدم مباني المطار، ويطلق عليه المواطنون المصريون اسم «المطار القديم»، يضم ثلاثة صالات هي الصالة الداخلية رقم (1)، وصالة السفر الدولية رقم (3)، وصالة الوصول الدولية رقم (3) وصالة رقم (4) والتي كانت مخصصة لشركة مصر للطيران في رحلاتها إلى مدن الغردقة وشرم الشيخ، بالإضافة إلى صالة للخدمات الجوية الخاصة بتموين الطائرات، وذلك عندما كانت شركة مصر للطيران تستخدم هذا المبنى، لكن رحلات الشركة انتقلت في الوقت الحاضر إلى مبنى رقم (3)، ويحتوي المبنى على 76 سير لخدمة الركاب المسافرين والقادمين، يضم المبنى أيضاً الكثير من المطاعم العالمية وخدمات عامة وترفيهية للمسافرين، كما يوجد بجوار المبنى سوق تجاري كبير يسمى "Air Mall". طورت أجهزة ترحيل السكان وبوابات السفر في عام 2023.

### مبنى الركاب رقم (2)

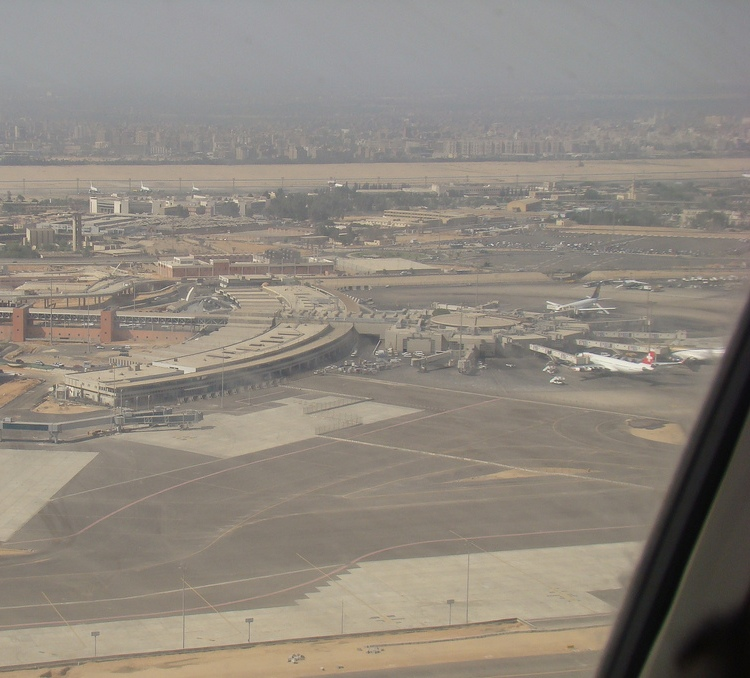
منظر عام لمبنى الركاب رقم (2)

افتتح مبنى الركاب رقم (2) عام 1986، ويطلق عليه المواطنون المصريون اسم «المطار الجديد»، وهو مخصص في المقام الأول بشركات الطيران الأوروبية والخليجية والشرق الأقصى مثل الخطوط الجوية الكورية، الخطوط الجوية الإيطالية، الخطوط الجوية العربية السعودية. يحتوي المبنى على 23 سير لخدمة الركاب المسافرين والقادمين، إلا أن هذا المبنى عانى من بعض المشكلات حيث أن تصميمه يحد ويمنع محاولات تطويره، حيث أنه يحتوي على 7 جسور فقط لتوصيل الركاب للطائرات، وعندما تجتمع أكثر من أربعة رحلات في وقت واحد يصبح المبنى في اختناق وازدحام ملحوظ، ولهذا السبب أعلنت شركة ميناء القاهرة الجوي في يوليو 2008 عن مشروع لتطوير المبنى بتكلفة إجمالية تصل إلى 436 مليون دولار أمريكي.
يهدف مشروع تطوير المبنى زيادة مساحته من 25 ألف متر إلى 50 ألف متر وتعديل منطقة تحميل الطائرات وهي الكباري لمضاعفتها إلى 14 بدلاً من 7 فقط وتغيير نظم المعلومات وميكنة السيور، وأعلن عن إغلاق المبنى لمدة ثلاثة سنوات، وخلال تلك الفترة تم تشغيل جميع شركات الطيران التي تعمل في المبنى من مبنى ركاب رقم (1). بدأت عمليات تطوير المبنى فعلياً في 2010 بعد حصول مصر على قرض من البنك الدولي بقيمة 280 مليون دولار أمريكي لتمويل المشروع.
احتفلت وزارة الطيران المدني بتشغيل مبنى الركاب رقم 2 بتوزيع الورود والحلوى على ركاب رحلتي الخطوط الكويتية القادمة والمتجهة إلى الكويت وذلك بحضور قيادات الطيران والداخلية للوقوف على أول تشغيل فعلي للمبنى بعد تطويره وزيادة سعته إلى 7.5 مليون راكب سنوياً. وصرح شريف فتحي وزير الطيران المدني أن الطاقة الاستيعابية للمبنى يصل مقدارها لحوالي 7.5 ملايين راكب، كما حوى المبنى 11 غرفة فندقية داخل الدائرة الجمركية ليستخدمها الركاب العابرون دون الحاجة للحصول على تأشيرات دخول لمصر. طور المبنى مرة أخرى في عام 2023 لتصبح سعته القصوى 7.5 مليون راكب سنويًا وأعيد تأهليه.

### مبنى الركاب رقم (3)

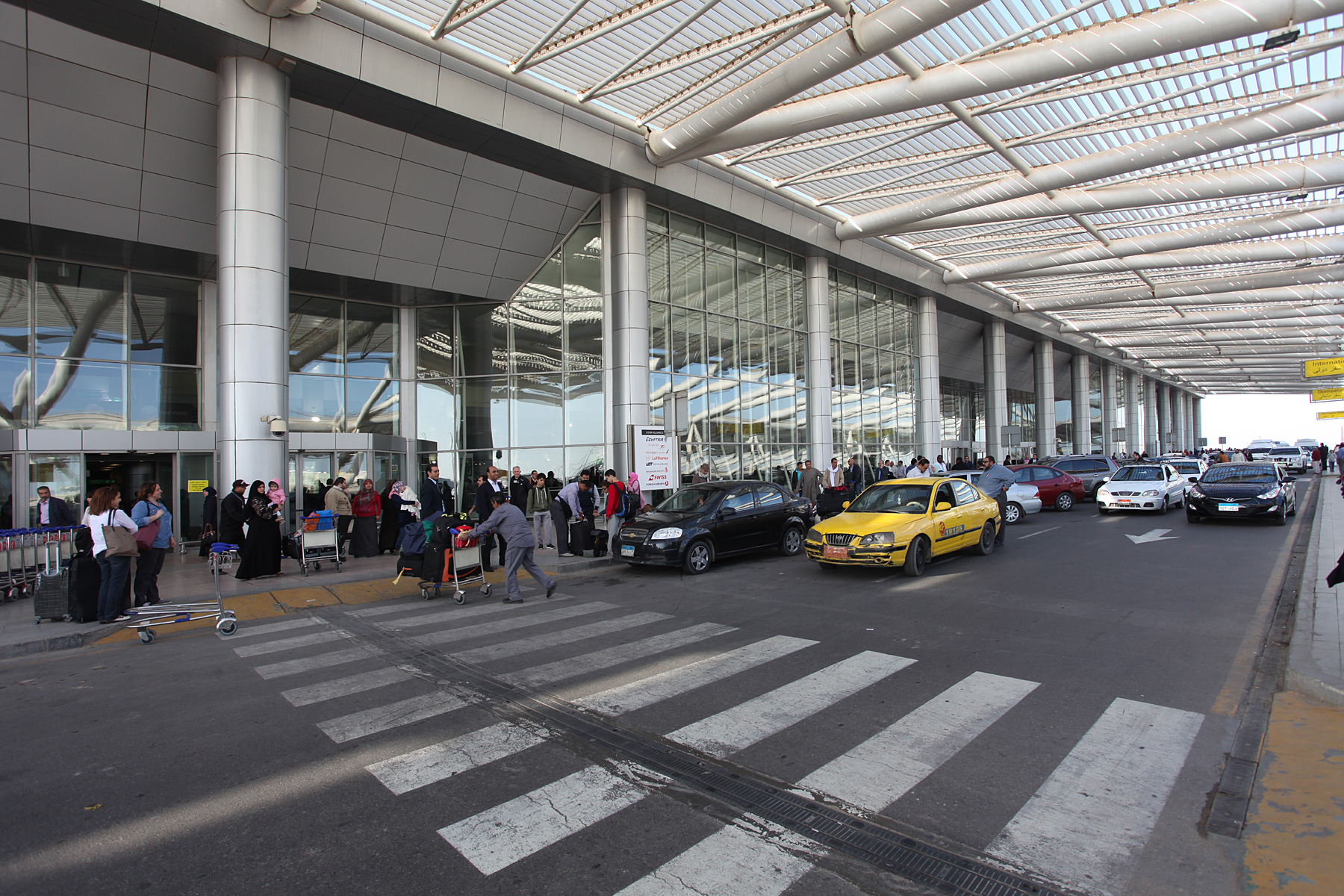
موقف السيارات في مطار القاهرة الدولي (مبنى رقم 3)

يعتبر مبنى رقم (3) ضمن أحدث المباني التي يتم إنشائها بالمطار، وهو يختص في المقام الأول برحلات مصر للطيران وشركات الطيران الأعضاء في تحالف ستار، بدأت فكرة إنشاء مبنى الركاب الثالث في أوائل التسعينيات من القرن الماضي بعد أن زادت الحاجة لإنشاء مبنى يستوعب الزيادة المتوقعة في عدد الركاب خلال العشرين عاماً القادمة، إلا أن الفكرة باتت تراوح مكانها، خاصة وأنه كلما تنتهي دراسة حول أهمية المبنى لاستيعاب الحركة المتزايدة خلال الأعوام القادمة تحدث بعض الوقائع التي تؤثر على حجم الحركة في المنطقة مثل حرب الخليج الثانية وأحداث 11 سبتمبر، حيث انخفضت في أعقابهما معدلات حركة الركاب، ولم يدفع بالفكرة للتحقيق إلا إنشاء وزارة الطيران المدني في مارس 2002، وإنشاء الشركة المصرية القابضة للمطارات والملاحة الجوية والشركة المصرية للمطارات بالإضافة إلى تحويل هيئة ميناء القاهرة الجوي إلى شركة تجارية. بدأ العمل في المبنى عام 2005.
افتتح المبنى حسني مبارك في عام 2008، يتكون من بدروم وثلاثة طوابق رئيسية وطابقين ميزانين. البدروم يضم ورش وصيانة ومخازن وتموين طائرات. الطابق الأول مخصص لرحلات الوصول الدولية والثاني للسفر الدولية والثالث لرحلات الوصول والسفر الداخلية. طابقا الميزانين يضمان مكاتب إدارية ومكاتب شركات الطيران وخدمات الحركة الجوية. يحتوي المبنى على مواقف لـ63 طائرة، ويستوعب 15 طائرة كبيرة في وقت واحد. يشمل 66 وحدة لفحص الأمتعة و67 وحدة كشف عن المعادن و326 كاميرا مراقبة و6 وحدات للكشف عن المفرقعات. كما يتضمن 110 كاونترات للسفر و38 كاونتر للجوازات منها اثنان بنظام الخدمة الذاتية.
طُورت منظومة مناولة الحقائب بمبنى الركاب هذا في عام 2023 شملت رفع كفاءة السيور وتوريد أجهزة كشف ثلاثية الأبعاد.

## مرافق المطار

### الشحن الجوي
كان مطار القاهرة الأول على إفريقيا حسب حركة الشحن الجوي لعام 2019 فقد تعامل المطار مع 361.262 طن من الشحن، وكان كذلك قد احتل المرتبة الأولى على إفريقيا في نفس المجال لسنوات 2015 و2014 و2016. افتتح في عام 2014 قرية البضائع الجديدة بالمطار التي تبلغ مساحتها 24 ألف متر، ثم افتتح وزير الطيران المدني شريف فتحي مشروع تطوير مجمع بضائع شركة مصر للطيران للشحن الجوي في 2017.

### الفنادق
يوجد ضمن نطاق مطار القاهرة سبع فنادق بين أربع نجوم والخمس نجوم هي راديسون بلو وفندق جابريال وفيرمونت المطار وفندق وكازينو لو باساج وفندق نوفوتيل مطار القاهرة وهيلتون القاهرة وميريديان مطار القاهرة الذي افتتحه رئيس الجمهورية السابق عدلي منصور.

## الوصول للمطار

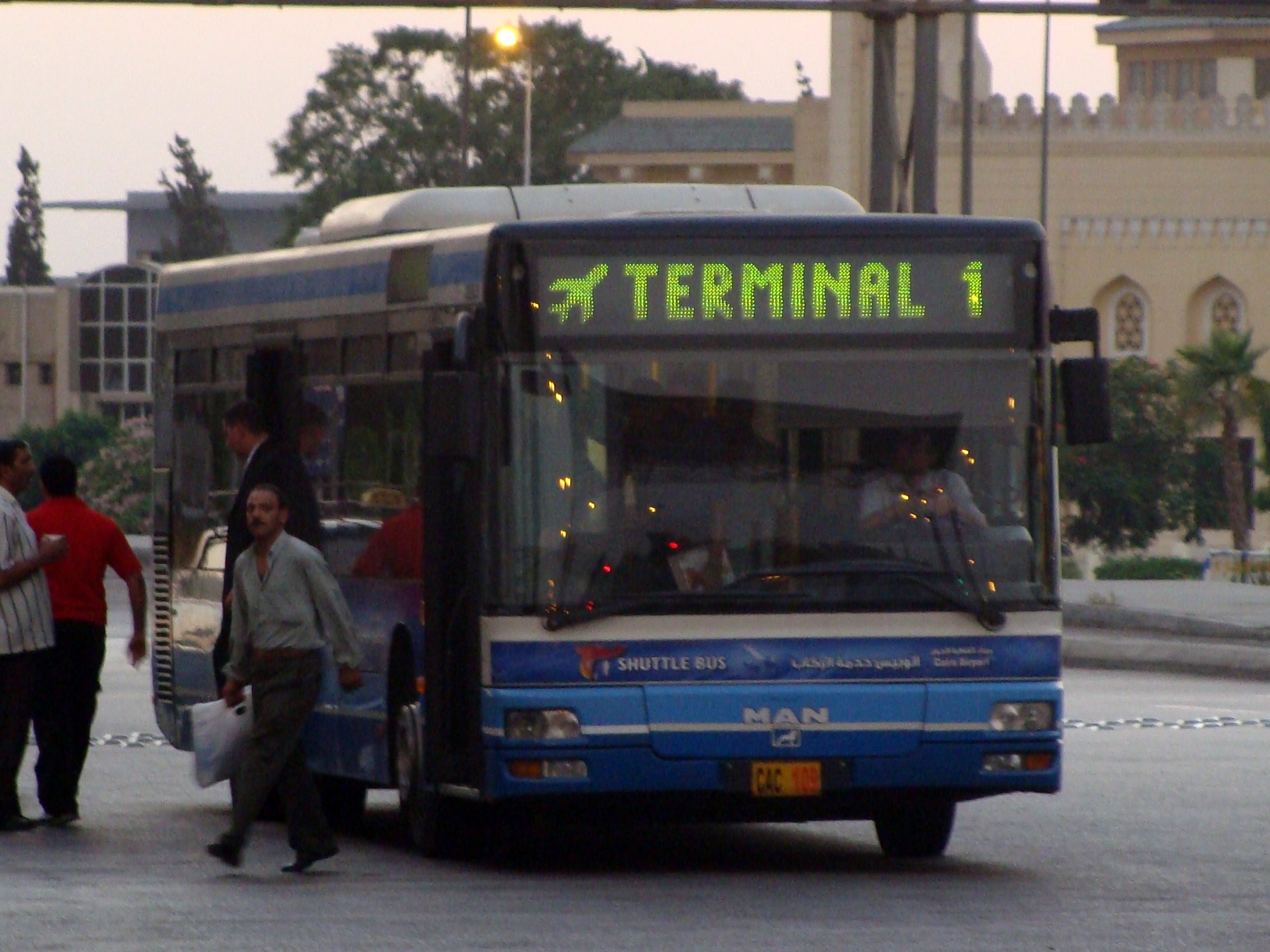
حافلة نقل الركاب التي تربط مباني المطار المختلفة ببعضها البعض.

يمكن الوصول للمطار عبر طريقين الطريق الأول طريق العروبة والذي يمر مصر الجديدة، أو وصلة رقم 3 مع التقاطع بين الطريق الدائري وطريق السويس. وتوجد حافلات عامة تتجه للقاهرة ومختلف الوجهات لجميع المحافظات الأخرى تغادر من محطة الحافلات الموجودة في منطقة وقوف السيارات أمام المبنى رقم 1. وتوجد سيارات أجرة سوداء أو بيضاء وخدمة تأجير سيارات.

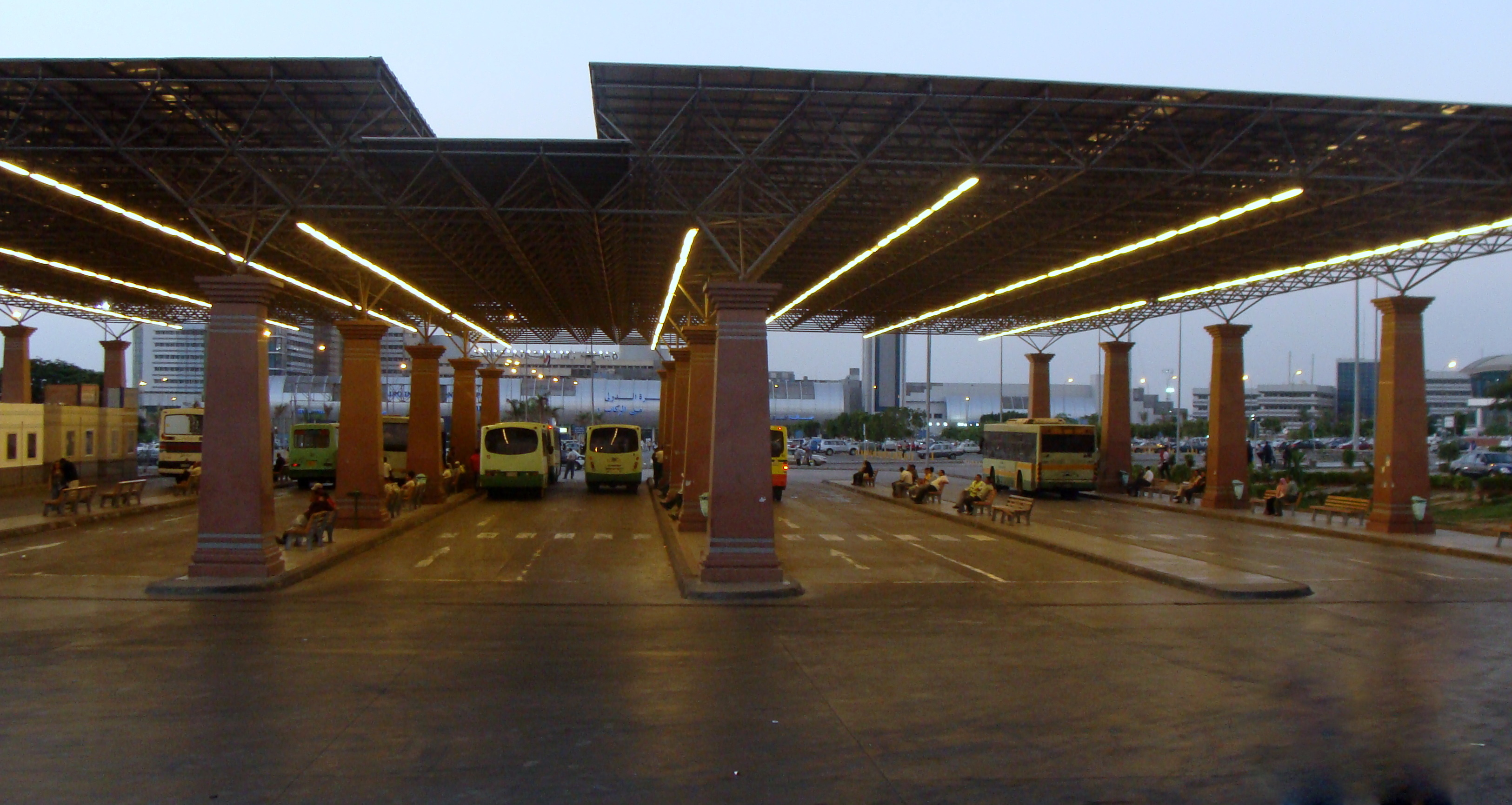
موقف الحافلات في مطار القاهرة الدولي، ويظهر في الخلف مبني 1.

كان من المخطط مد فرع للمطار من الخط الثالث من مترو أنفاق القاهرة ليصل المطار بوسط القاهرة والجيزة، لكن جمد الفرع في 2021 وتقرر استبداله بالشاتيل باص لارتفاع تكاليف مشروع مد المترو.
يرتبط مبنى الركاب رقم (1) بالصالات رقم 3، 4 ومبنى الركاب رقم (2) بحافلات تنقل الركاب بمعدل حافلة كل نصف ساعة، وتعمل هذه الرحلات على مدار 24 ساعة مجاناً، هذا بالإضافة لوسائل النقل الخاصة مثل سيارات الأجرة وأوبر وكريم.
دشن المطار قطار لنقل الركاب بين مباني المطار الثلاثة للتسهيل على الركاب التنقل من مبنى إلي مبنى آخر بالمطار دون جهد أو عناء وهي خدمة مجانية بدون أي مقابل. يبلغ طول مسار القطار 1857 متراً وزمن الرحلة 5 دقائق وعدد المحطات أربعة محطات في كل من مبني الركاب رقم "1"، والمول التجاري والجراج متعدد الطوابق، محطة مبني الركاب رقم "2"، وأخيراً محطة مبني الركاب رقم "3".

## خطوط وشركات الطيران

### الركاب
| شركـات طيـران                   | الوجهات |
| ------------------------------- | --- |
| الخطوط الجوية الإيجية           | مطار أثينا الدولي |
| إيروفلوت                        | مطار شيريميتييفو الدولي |
| الخطوط الجوية الإفريقية         | مطار بنينا الدولي، مطار مصراتة الدولي، مطار معيتيقة الدولي |
| الخطوط الجوية الجزائرية         | مطار هواري بومدين الدولي |
| العربية للطيران                 | مطار أبها الدولي، مطار زايد الدولي، مطار الجوف، مطار البحرين الدولي، مطار أوريو أل سيريو، مطار الملك فهد الدولي، مطار الأمير نايف بن عبد العزيز الدولي، مطار حائل الدولي، مطار صبيحة كوكجن الدولي، مطار الملك عبد العزيز الدولي، مطار الملك عبد الله الإقليمي، مطار الكويت الدولي، مطار مسقط الدولي، مطار رأس الخيمة الدولي، مطار الملك خالد الدولي، مطار الشارقة الدولي، مطار الأمير سلطان بن عبد العزيز الإقليمي، مطار الطائف الدولي |
| إير كايرو                       | مطار أبها الدولي، مطار أبو سمبل، مطار الجوف، مطار أسوان الدولي، مطار بلباو، مطار بولونيا، مطار كاتانيا-فونتاناروسا، مطار كولونيا بون الدولي، مطار الأمير نايف بن عبد العزيز الدولي، مطار الغردقة الدولي، مطار صبيحة كوكجن الدولي، مطار الملك عبد العزيز الدولي، مطار الملك عبد الله الإقليمي، مطار الكويت الدولي، مطار الأقصر الدولي، مطار مالقة الدولي، مطار مرسى علم الدولي، مطار مالبينسا، مطار واغادوغو، مطار الملك خالد الدولي، مطار ليوناردو دا فينشي، مطار شرم الشيخ الدولي، مطار سوهاج الدولي، مطار الأمير سلطان بن عبد العزيز الإقليمي، مطار طنجة ابن بطوطة الدولي، مطار بلنسية، مطار يريفان الدولي موسمي: مطار الملك حسين الدولي، مطار مرسى مطروح الدولي، Verona |
| الخطوط الجوية الفرنسية          | مطار باريس شارل ديغول |
| Air Montenegro                  | موسمي عارض: مطار بودغوريتسا الدولي |
| الإسكندرية للطيران              | مطار الملك عبد العزيز الدولي |
| المصرية العالمية للطيران        | موسمي: مطار أوريو أل سيريو، مطار الكويت الدولي |
| خطوط آسيانا الجوية              | مطار إنتشون الدولي |
| الخطوط الجوية النمساوية         | مطار فيينا الدولي |
| Azur Air                        | موسمي عارض: Kazan، Krasnodar، مطار نوفوسيبيرسك، مطار كوروموخ الدولي، Tyumen، Ufa، مطار كولتسوفو الدولي |
| بدر للطيران                     | مطار الخرطوم الدولي |
| BH Air                          | موسمي عارض: مطار صوفيا |
| الخطوط الجوية البريطانية        | مطار لندن هيثرو |
| خطوط شرق الصين الجوية           | مطار شانغهاي بودنغ الدولي |
| الخطوط الجوية القبرصية          | موسمي: مطار لارنكا الدولي |
| مصر للطيران                     | مطار أبها الدولي، مطار فيليكس أوفوي بوانيي الدولي، مطار زايد الدولي، مطار نامدي أزيكيوي الدولي، مطار كوتوكا الدولي، مطار أديس أبابا بولي الدولي، مطار برج العرب الدولي، مطار هواري بومدين الدولي، مطار الملكة علياء الدولي، مطار سخيبول أمستردام، مطار أسمرة الدولي، مطار أسيوط الدولي، مطار أسوان الدولي، مطار أثينا الدولي، مطار بغداد الدولي، مطار البحرين الدولي، مطار برشلونة الدولي، مطار بكين العاصمة الدولي، مطار بيروت رفيق الحريري الدولي، مطار بنينا الدولي، مطار برلين براندنبرغ، مطار بروكسل الدولي، مطار بودابست فرانز ليست الدولي، مطار محمد الخامس الدولي، مطار كوبنهاغن، مطار الملك فهد الدولي، مطار جوليوس نيريري، مطار أنديرا غاندي الدولي، مطار شاه جلال الدولي، مطار جيبوتي الدولي، مطار حمد الدولي، مطار دوالا الدولي، مطار دبي الدولي، مطار دبلن الدولي، مطار دوسلدورف الدولي، مطار الخارجة، مطار عنتيبي الدولي، مطار أربيل الدولي، مطار فرانكفورت، مطار الفجيرة الدولي، مطار الأمير نايف بن عبد العزيز الدولي، مطار جنيف الدولي، مطار قوانغتشو باييون الدولي، مطار هانغتشو شياوشان الدولي، مطار الغردقة الدولي، مطار إسطنبول الدولي، مطار سوكارنو هاتا الدولي، مطار الملك عبد العزيز الدولي، مطار أوليفر ريجنالد تامبو، مطار جوبا، مطار مالام أمينو كانو الدولي، مطار الخرطوم الدولي، مطار كيغالي الدولي، مطار ندجيلي، مطار الكويت الدولي، مطار مورتالا محمد الدولي، مطار لارنكا الدولي، مطار لشبونة، مطار لندن هيثرو، مطار الأقصر الدولي، مطار مدريد باراخاس الدولي، مطار مانشستر، مطار مرسى علم الدولي، مطار الأمير محمد بن عبد العزيز الدولي، مطار مالبينسا، مطار مصراتة الدولي، مطار آدم عبد الله الدولي، مطار الأمير سيد إبراهيم الدولي، مطار دوموديدوفو الدولي، مطار تشاتراباتي شيفاجي الدولي، مطار ميونخ الدولي، مطار مسقط الدولي، مطار جومو كينياتا الدولي، مطار انجمينا الدولي، مطار نيوآرك ليبرتي الدولي، مطار جون إف كينيدي الدولي، مطار باريس شارل ديغول، مطار بورتسودان الدولي، مطار فاكلاف هافيل الدولي، مطار الملك خالد الدولي، مطار ليوناردو دا فينشي، مطار شانغهاي بودنغ الدولي، مطار الشارقة الدولي، مطار شرم الشيخ الدولي، مطار سوهاج الدولي، مطار ناريتا الدولي، مطار تورونتو بيرسون الدولي، مطار معيتيقة الدولي، مطار تونس قرطاج الدولي، مطار فيينا الدولي، مطار واشنطن دالاس الدولي، مطار زيورخ الدولي موسمي: مطار العلمين الدولي، مطار طابا الدولي موسمي عارض: مطار كانساي الدولي، مطار غواروليوس الدولي |
| طيران الإمارات                  | مطار دبي الدولي |
| الخطوط الجوية الإثيوبية         | مطار أديس أبابا بولي الدولي |
| الاتحاد للطيران                 | مطار زايد الدولي |
| European Air                    | موسمي عارض: مطار صوفيا |
| يورو وينجز                      | مطار دوسلدورف الدولي |
| طيران أديل                      | مطار الملك فهد الدولي، مطار الملك عبد العزيز الدولي، مطار الملك خالد الدولي |
| فلاي بغداد                      | مطار النجف الدولي |
| طيران ناس                       | مطار أبها الدولي، مطار الملك فهد الدولي، مطار الملك عبد العزيز الدولي، مطار الأمير محمد بن عبد العزيز الدولي، مطار الملك خالد الدولي |
| طيران الخليج                    | مطار البحرين الدولي |
| خطوط هاينان الجوية              | مطار شينزين باوان الدولي |
| أيبيريا                         | مطار مدريد باراخاس الدولي |
| الخطوط الجوية العراقية          | مطار بغداد الدولي، مطار البصرة الدولي، مطار أربيل الدولي، مطار السليمانية الدولي |
| إيتا                            | مطار ليوناردو دا فينشي |
| طيران الجزيرة                   | مطار الكويت الدولي |
| الأردنية للطيران                | مطار الملكة علياء الدولي |
| الخطوط الجوية الكويتية          | مطار الكويت الدولي |
| الخطوط الجوية الليبية           | مطار بنينا الدولي، مطار معيتيقة الدولي |
| خطوط لوت الجوية البولندية       | مطار وارسو فريدريك شوبان |
| لوفتهانزا                       | مطار فرانكفورت، مطار ميونخ الدولي |
| طيران الشرق الأوسط              | مطار بيروت رفيق الحريري الدولي |
| نيوس                            | مطار مالبينسا |
| نسما للطيران                    | مطار أبها الدولي، مطار الجوف، مطار الأمير نايف بن عبد العزيز الدولي، مطار الملك عبد العزيز الدولي، مطار الكويت الدولي، مطار مالبينسا، مطار الأمير سلطان بن عبد العزيز الإقليمي، مطار الطائف الدولي، مطار الأمير عبد المحسن بن عبد العزيز موسمي: مطار الأقصر الدولي |
| النيل للطيران                   | مطار أبها الدولي، مطار العين الدولي، مطار الجوف، مطار عرعر المحلي، مطار أسوان الدولي، مطار بغداد الدولي، مطار البصرة الدولي، مطار أوريو أل سيريو، مطار كولونيا بون الدولي، مطار الأمير نايف بن عبد العزيز الدولي، مطار حائل الدولي، مطار الأحساء الدولي، مطار الغردقة الدولي، مطار صبيحة كوكجن الدولي، مطار الملك عبد العزيز الدولي، مطار الملك عبد الله الإقليمي، مطار الكويت الدولي، مطار الأقصر الدولي، مطار بورتسودان الدولي، مطار ليوناردو دا فينشي، مطار شرم الشيخ الدولي، مطار سوهاج الدولي، مطار ستوكهولم أرلاندا، مطار الأمير سلطان بن عبد العزيز الإقليمي، مطار الطائف الدولي، مطار الأمير عبد المحسن بن عبد العزيز |
| Nordwind Airlines               | مطار بولكوفو |
| الطيران العماني                 | مطار مسقط الدولي |
| خدمات البترول الجوية            | موسمي عارض: مطار أبو رديس، مطار برج العرب الدولي، مطار أنطاليا، مطار الملك حسين الدولي، مطار أسوان الدولي، مطار الخارجة، مطار الغردقة الدولي، مطار الأقصر الدولي، Paphos، مطار شرم الشيخ الدولي |
| الخطوط الجوية القطرية           | مطار حمد الدولي |
| روسيه                           | مطار سوتشي الدولي |
| الخطوط الملكية المغربية         | مطار محمد الخامس الدولي |
| الملكية الأردنية                | مطار الملكة علياء الدولي |
| الخطوط السعودية                 | مطار أبها الدولي، مطار الملك عبد العزيز الدولي، مطار الأمير محمد بن عبد العزيز الدولي، مطار خليج نيوم، مطار الملك خالد الدولي |
| خطوط سيتشوان الجوية             | مطار بكين العاصمة الدولي، مطار تشنغدو تيانفو الدولي |
| خطوط ترافل سيرفس الجوية         | موسمي عارض: مطار فاكلاف هافيل الدولي |
| الخطوط الجوية السودانية         | مطار الخرطوم الدولي، مطار بورتسودان الدولي |
| الخطوط الجوية الدولية السويسرية | مطار زيورخ الدولي |
| السورية للطيران                 | مطار دمشق الدولي، مطار اللاذقية الدولي (معلقة) |
| تاركو للطيران                   | مطار الخرطوم الدولي |
| تاروم                           | مطار هنري كواندا الدولي |
| ترانسافيا                       | مطار ليون سانت إكسوبيري، مطار مارسيليا (تبدأ 5 أبريل 2025)، مطار باريس أورلي |
| الخطوط التونسية                 | مطار تونس قرطاج الدولي |
| الخطوط الجوية التركية           | مطار إسطنبول الدولي |
| خطوط فيولينغ الجوية             | مطار برشلونة الدولي، مطار باريس أورلي |
| الخطوط الجوية اليمنية           | مطار عدن الدولي، مطار سيئون الدولي |

### الشحن
| شركـات طيـران                   | الوجهات |
| ------------------------------- | --- |
| كارغولوكس                       | مطار بيروت رفيق الحريري الدولي، مطار لوكسمبورغ |
| دي إتش إل للطيران               | مطار البحرين الدولي |
| مصر للطيران للشحن               | مطار كوتوكا الدولي، مطار الملكة علياء الدولي، مطار بروكسل الدولي، مطار كولونيا بون الدولي، مطار الملك فهد الدولي، مطار آل مكتوم الدولي، مطار إسطنبول الدولي، مطار أوليفر ريجنالد تامبو، مطار مالام أمينو كانو الدولي، مطار الخرطوم الدولي، مطار الكويت الدولي، مطار مورتالا محمد الدولي، مطار علامه إقبال الدولي، مطار سير سيووساغور رامغولام الدولي، مطار مالبينسا، مطار تشاتراباتي شيفاجي الدولي، مطار انجمينا الدولي، Ostend/Bruges، مطار الملك خالد الدولي، مطار الشارقة الدولي |
| الإمارات للشحن الجوي            | مطار آل مكتوم الدولي |
| الخطوط الجوية الإثيوبية         | مطار أديس أبابا بولي الدولي، مطار بيروت رفيق الحريري الدولي، مطار لييج |
| لوفتهانزا للشحن                 | مطار فرانكفورت |
| الخطوط الجوية الملكية الهولندية | مطار سخيبول أمستردام |
| الملكية الأردنية                | مطار الملكة علياء الدولي |
| الخطوط الجوية التركية           | مطار إسطنبول الدولي |

## أحداث وحوادث

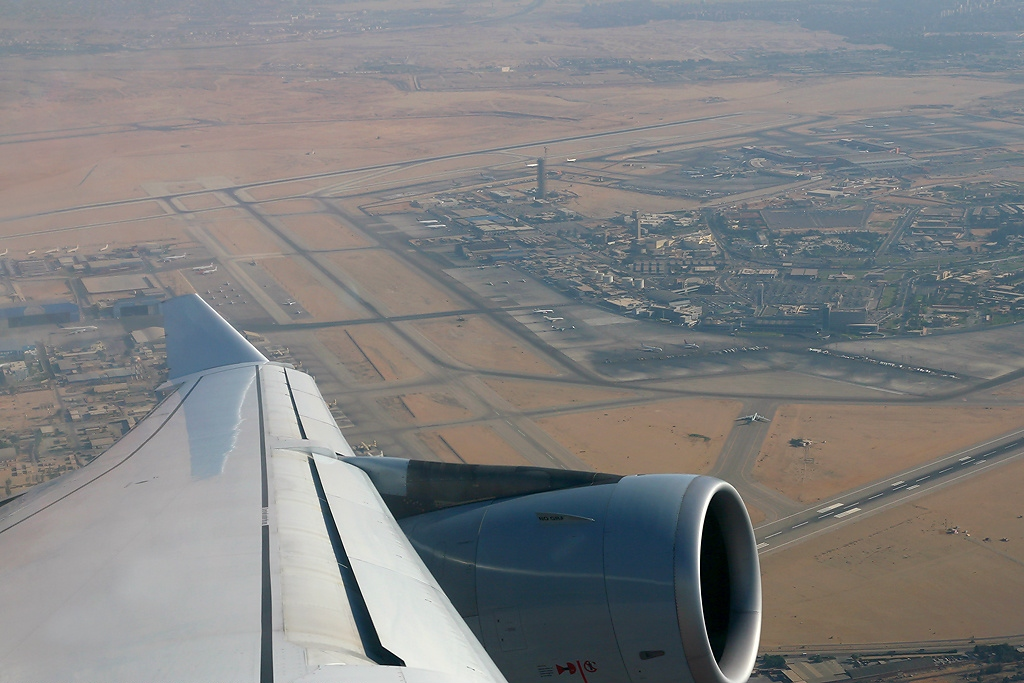
مشهد عام للمطار

- مشهد عام للمطارفي 12 يونيو 1961 تحطمت طائرة لوكهيد إل-188 إلكترا رقم 823 والتابعة لشركة الخطوط الجوية الملكية الهولندية  على بعد 4 كيلومترات (2.5 ميل) جنوب شرق مطار القاهرة بسبب اهمال الطيار. قتل ثلاثة من أفراد الطاقم و17 راكبا من بين 36 راكبا على متنها.[en 100]
- في 15 مايو 1962 تحطمت طائرة شحن دوغلاس دي سي-3 التابعة للخطوط الجوية العربية المتحدة بعد وقت قصير من إقلاعها إلى بيروت، مات طاقم الطائرة الثلاث.[en 101]
- في 19 مارس 1965 تعرضت طائرة فيكرز فيسكونت التابعة للخطوط الجوية العراقية لأضرار جسيمة، بعد اصطدامها بعدد من أعمدة المصابيح نتيجة عطل في النظام الهيدروليكي.[34]
- في 15 يناير 1968 أقلعت طائرة شحن دوغلاس دي سي-3 (SU-AJG) التابعة للخطوط الجوية العربية المتحدة لتتجه إلى بيروت، قرر الطاقم العودة إلى القاهرة بسبب تراكم الجليد على مطار بيروت، إلا أن الطائرة تحطمت في الجو وسقطت في زفتى ومات جميع أفراد الطاقم الأربعة. يُرجّح أن سبب سقوط الطائرة حملها 500 كيلوغرام (1100 رطل) زائدة.[en 102]
- في 10 يونيو 1986 تحطمت طائرة من طراز فوكر إف27 فريند شيب تابعة لشركة سيناء للطيران أثناء عودتها إلى القاهرة. وقع الحادث بالقرب من المدرج أثناء محاولة الطائرة الهبوط وسط عاصفة رملية، اصطدمت الطائرة بجانب أحد المباني واندلعت فيها النيران. أسفر الحادث عن مقتل جميع أفراد الطاقم الخمسة و18 راكبًا من أصل 26 كانوا على متنها.[en 103]
- في 31 مارس 1988 تحطمت طائرة دوغلاس دي سي-8 تابعة لشركة أراكس إيرلاينز أثناء محاولتها الثانية للإقلاع من نهاية المدرج بسبب اندلاع حريق في أحد المحركات، أسفر الحادث عن وفاة جميع الركاب الأربعة.[en 104]
- في ديسمبر 2007 اصطدمت طائرة شحن من طراز بوينغ 747 تابعة لشركة "M-K" للشحن الجوي الأميركية الخاصة بسور مبنى شركة مصر للطيران للخدمات الأرضية بالمطار، وأسفر الحادث عن تحطم سور الشركة، وتلف بمجموعة عجل الطائرة الأمامية، بالإضافة إلى إصابة أحد العاملين بالمطار بكسور متفرقة بأنحاء جسده.[35]
- في 25 يوليو 2008 مُنعت طائرة تابعة للشركة الخطوط الجوية العربية السعودية من طراز بوينغ 747 من الإقلاع من المطار بعد فشلها في الإقلاع مرتين متتاليتان بسبب الحمولة الزائدة.[36]
- في 29 يوليو 2011 اندلعت النيران في طائرة رحلة مصر للطيران رقم 667 أثناء استعدادها لرحلتها المقررة إلى المملكة العربية السعودية. تمكّن الطاقم من إخلاء الطائرة بسرعة ودون إصابات.[en 105]
- في مساء يوم الخميس 12 يوليو 2018 انفجر خزان وقود طائرة في إحدى مدرجات المطار مما أدى إلى إصابة 12 شخصاً بجروح، وقيل أن سبب الانفجار هو ارتفاع درجة حرارة الجو.[37]

## معرض صور

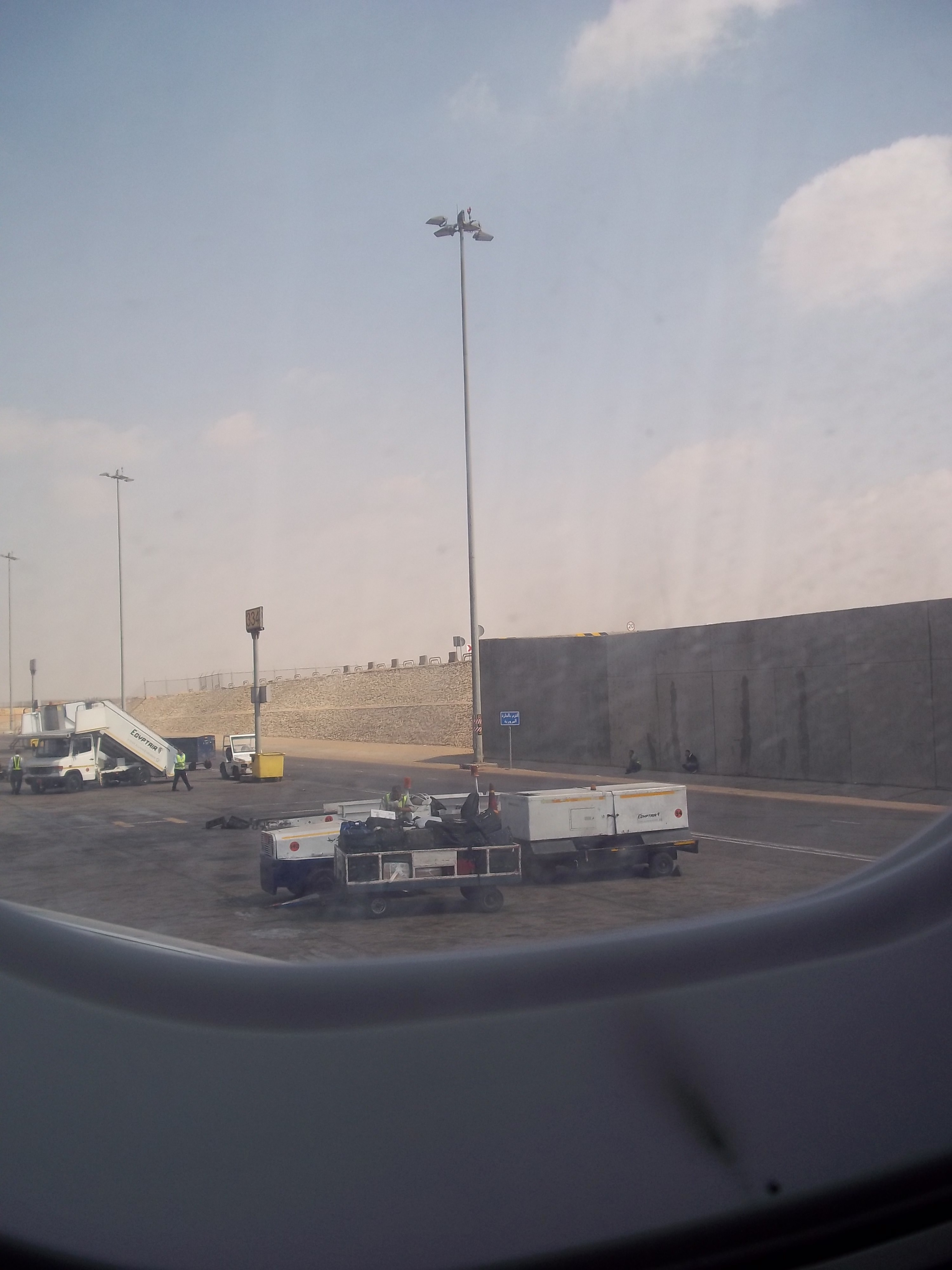
مطار القاهرة من الداخل
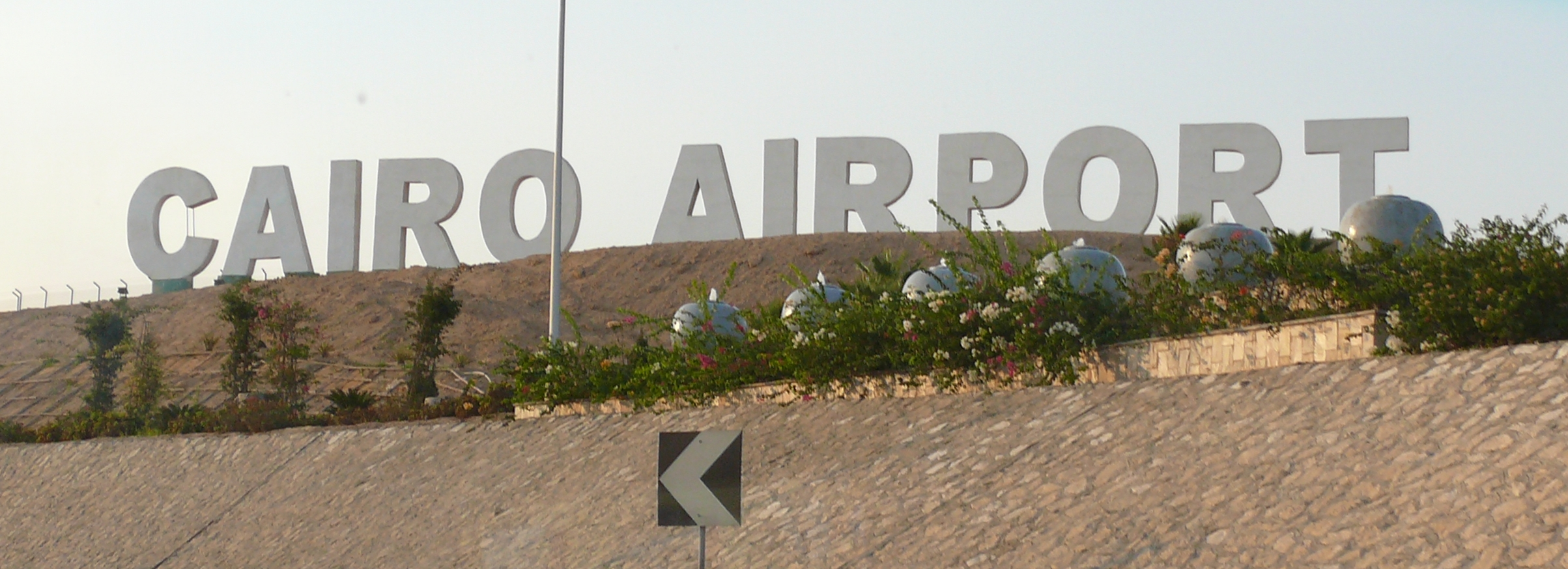
لافتة مدخل المطار باللغة الإنجليزية
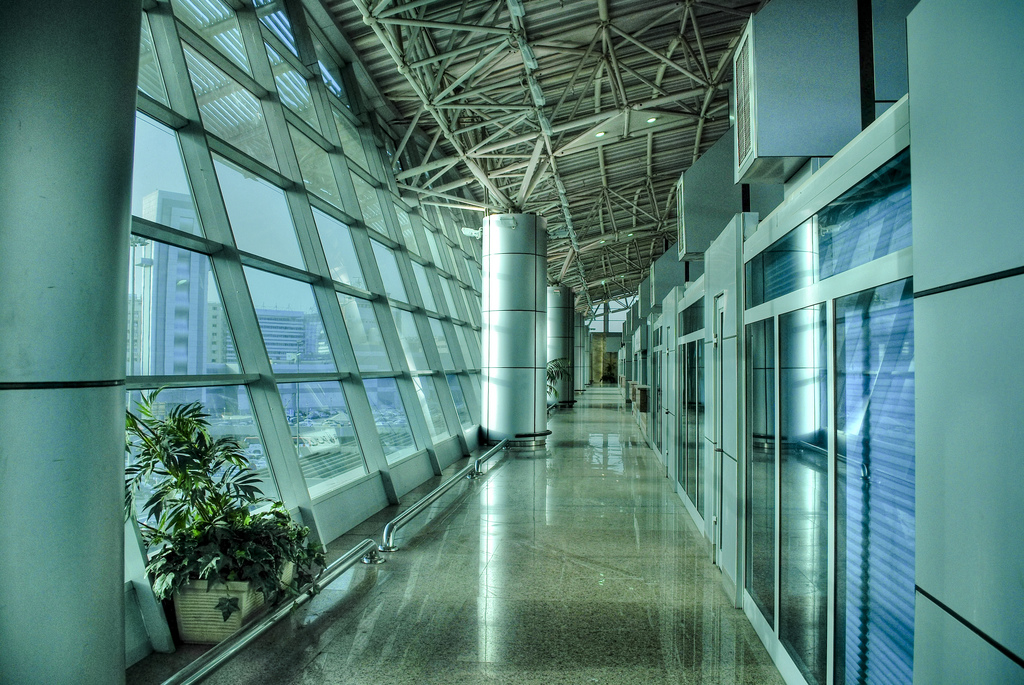
صالة 3 بالمطار
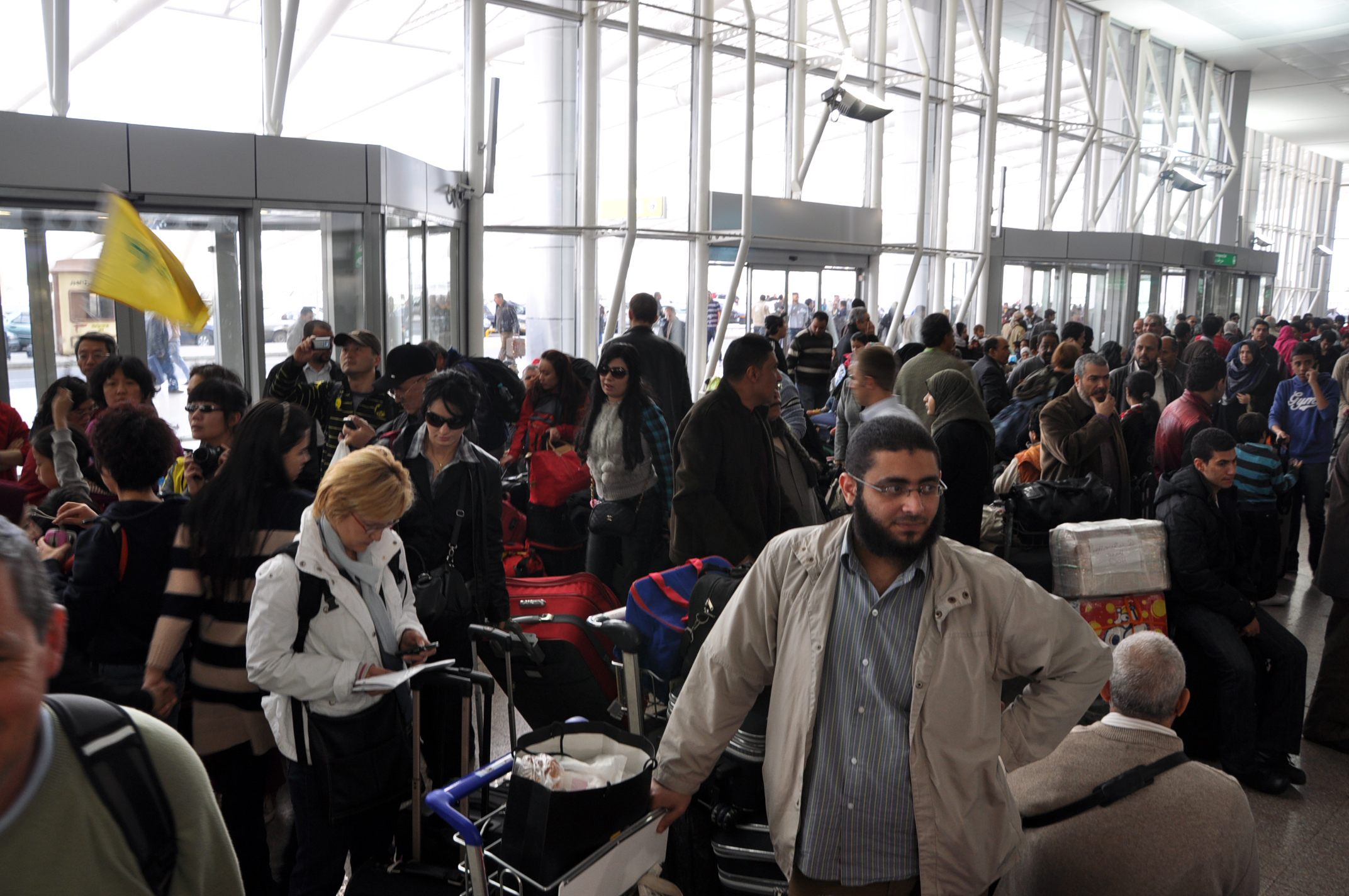
صورة لصالة المطار في عام 2011
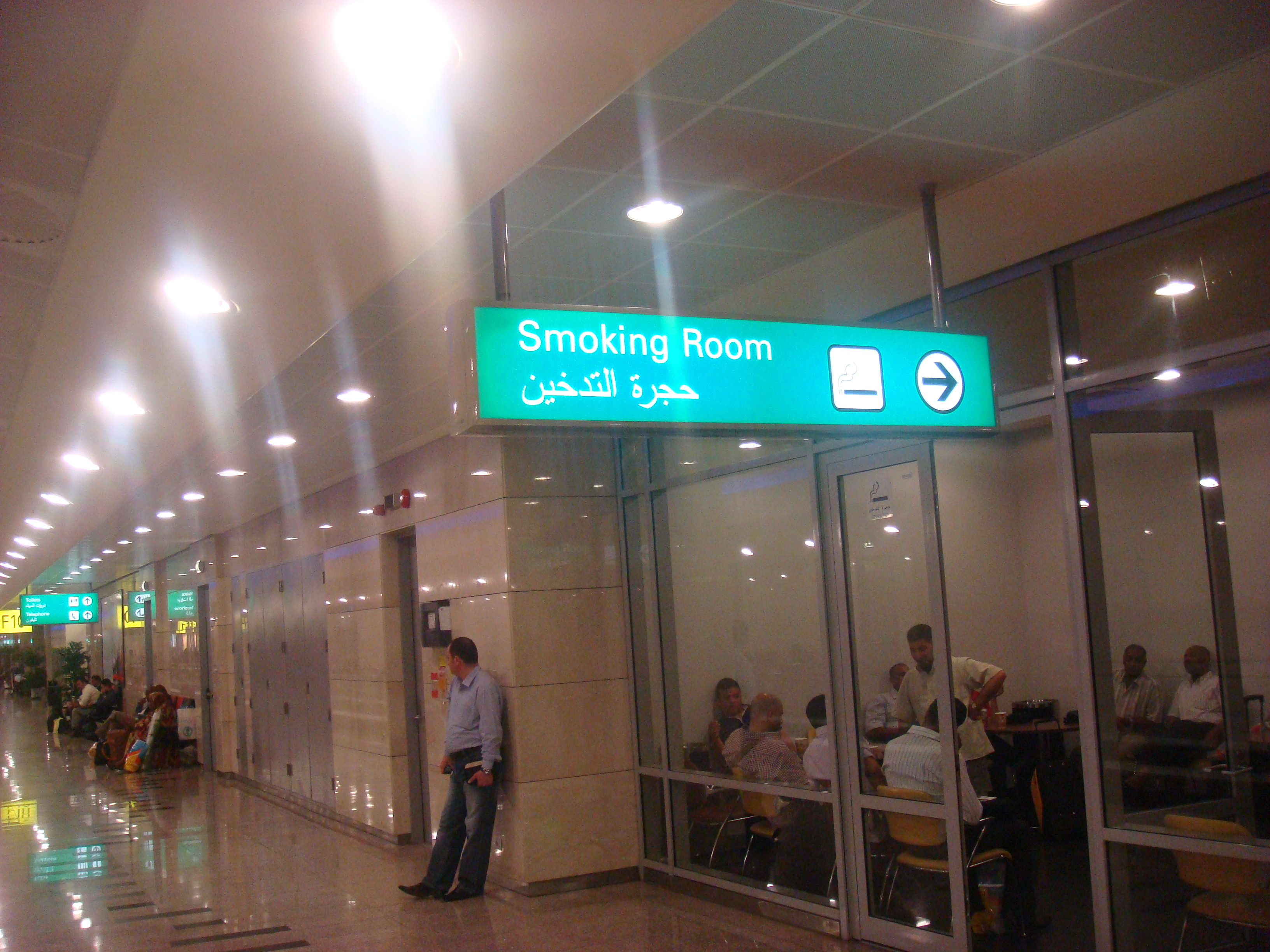
صورة لغرفة تدخين بالمطار
علامة ممنوع التدخين في المطار
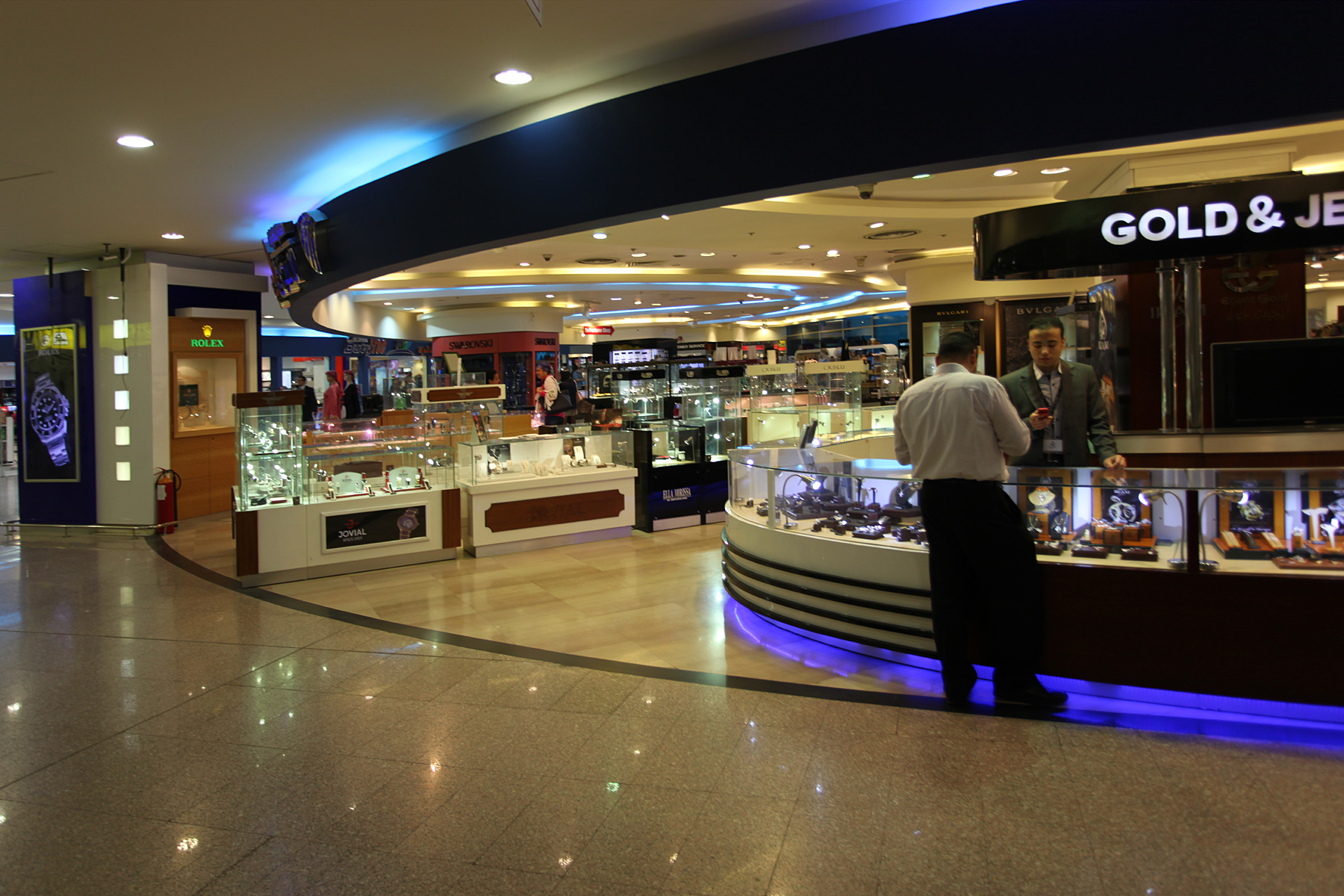
أحد متاجر المنطقة الحرة في الصالة 3
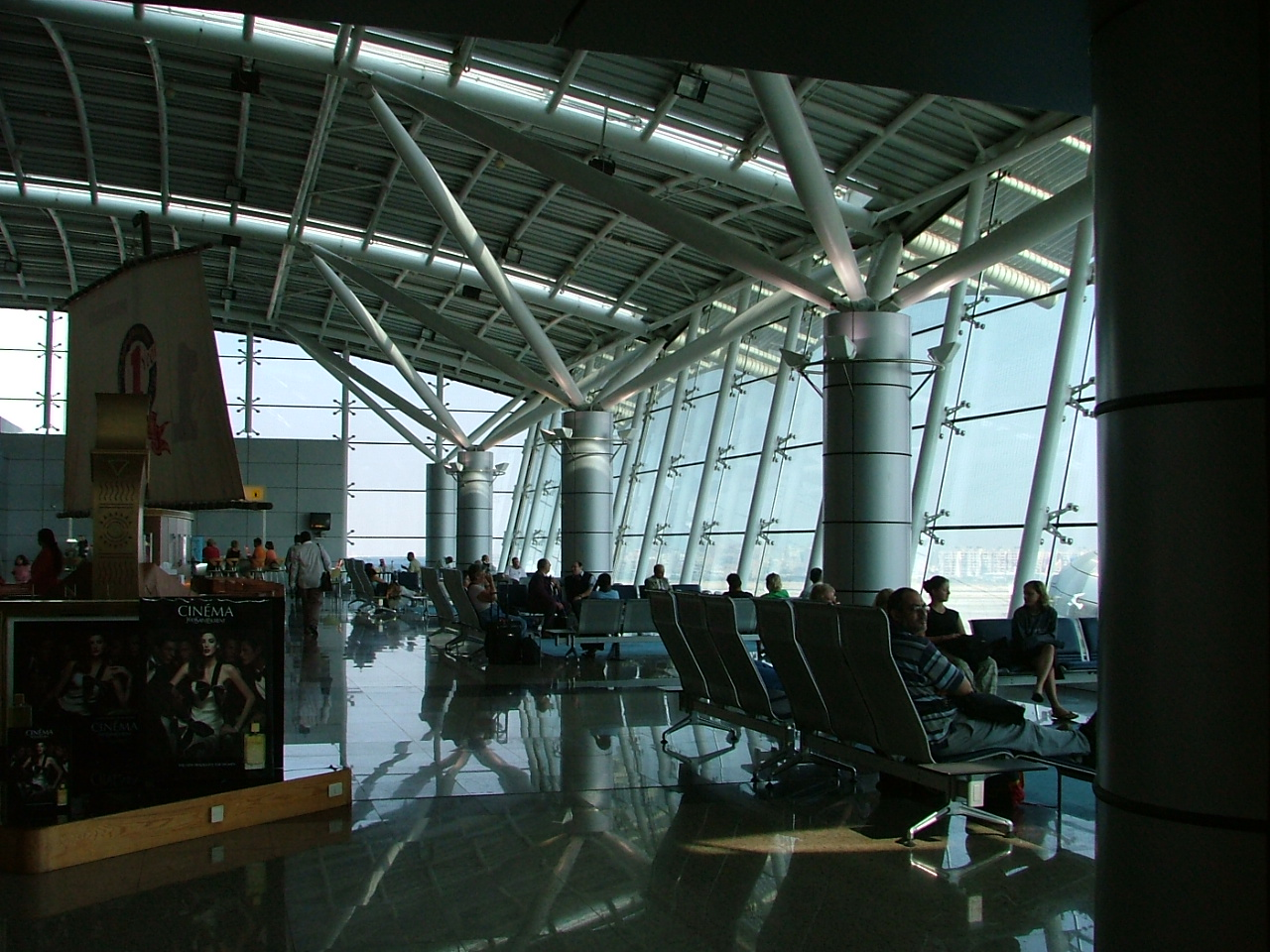
صورة للصالة 1
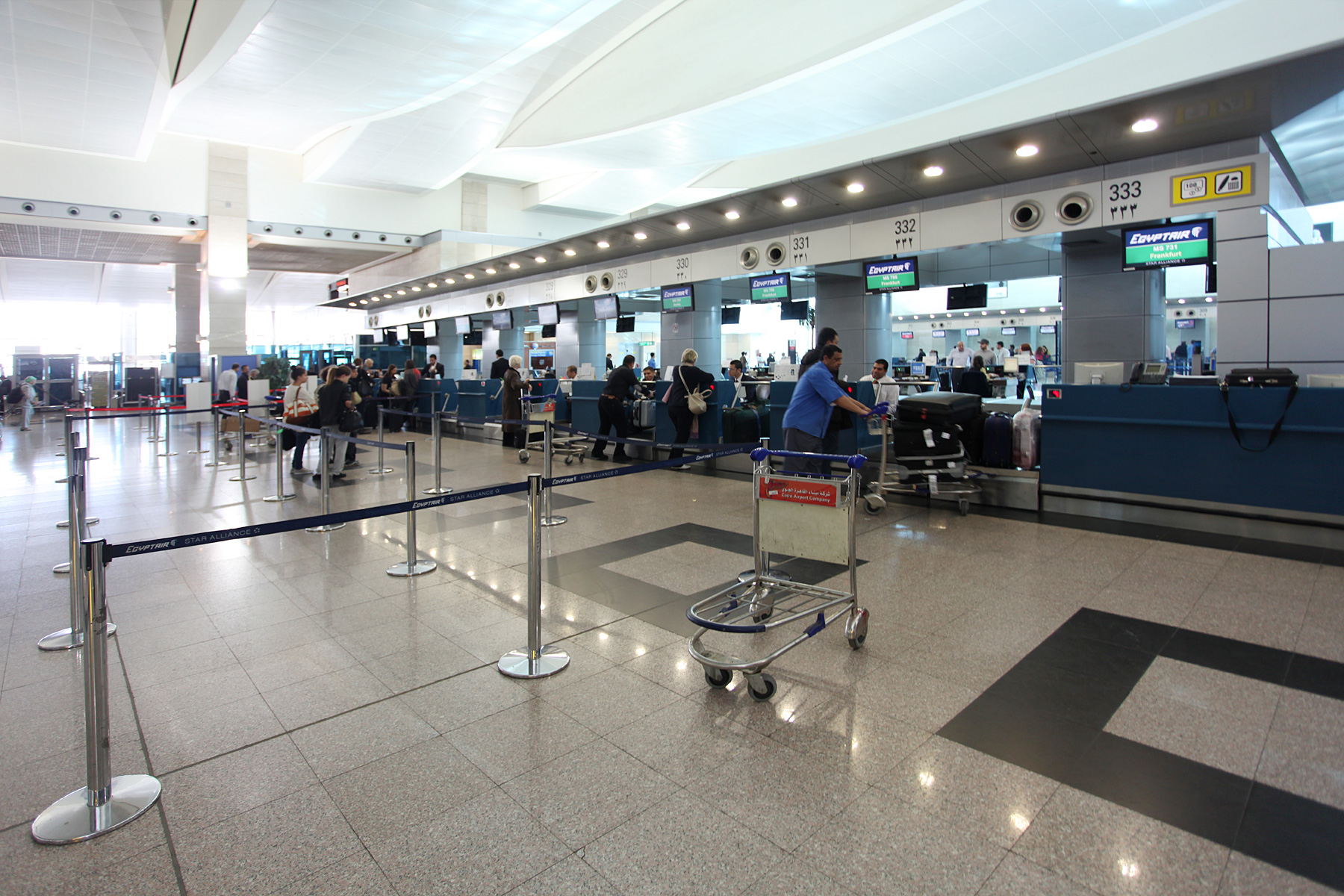
منطقة تسجيل الوصول في الصالة 3
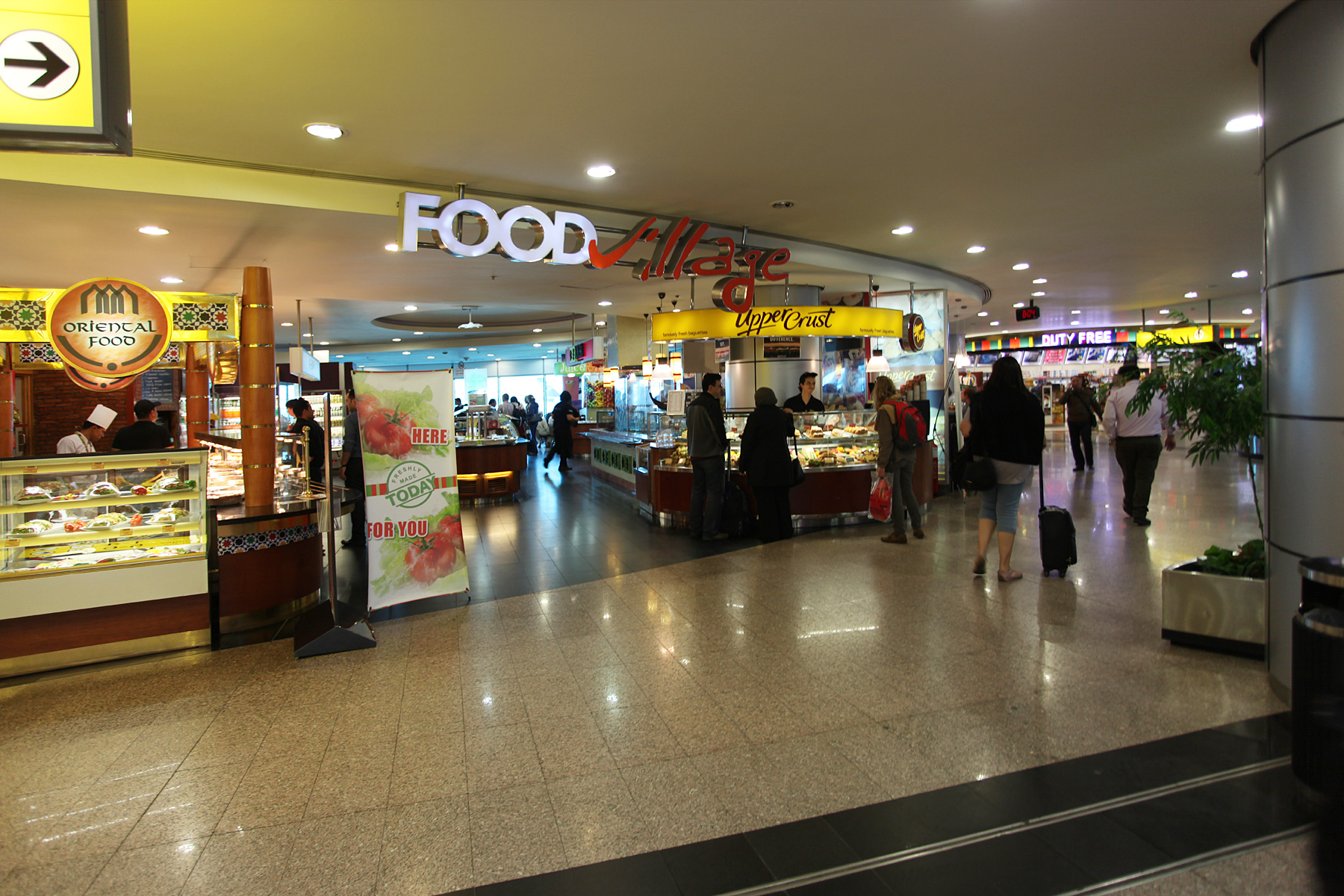
مطعم بالصالة 3
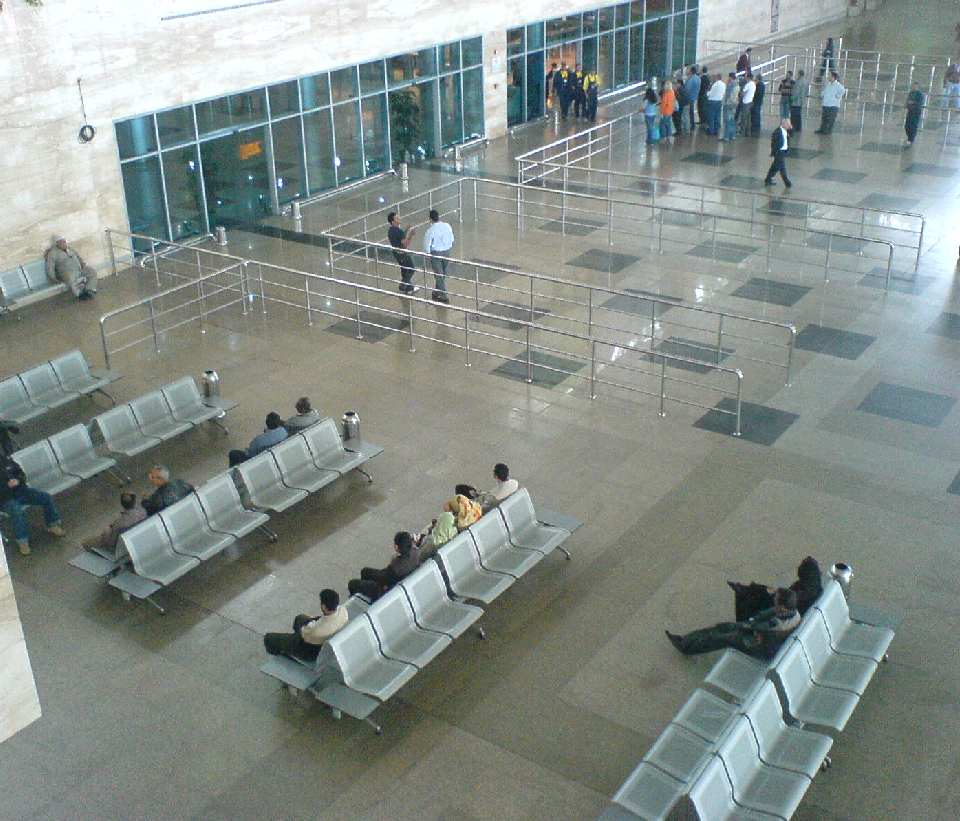
صالة انتظار بالمطار

## وصلات خارجية
- الموقع الرسمي لمطار القاهرة الدولي (بالإنجليزية)
- (مباشر) حركة إقلاع الطائرات في المطار (بالإنجليزية)
- (مباشر) حركة وصول الطائرات في المطار (بالإنجليزية)